# Domingo del Santísimo Sacramento Iturrate
Domingo Iturrate Zubero (Dima, Vizcaya, 26 de mayo de 1901 - Belmonte, Cuenca, 7 de abril de 1927) fue un sacerdote y teólogo trinitario español, ingresó en la Orden Trinitaria en 1916, tomando el nombre religioso de Domingo del Santísmo Sacramento, fue ordenado sacerdote en 1918.
Domingo Iturrate no solo se destacó por su amor a Cristo, la Virgen María, y la Eucaristía, también por su piedad y por su erudición teológica, como también por su amor a los enfermos abandonados.
Murió de tuberculosis en el monasterio trinitario de Belmonte, en Cuenca, en 1927 a la edad de 25 años, y fue beatificado en 1983.